# 渡邉仁
渡邉 仁（わたなべ さとし）は、日本の弁護士（埼玉弁護士会）。早稲田セミナー講師。つかさ総合法律事務所所属。

## 略歴
- 1982年 神奈川県立希望ヶ丘高等学校卒業
- 1987年 早稲田大学政経学部政治学科卒業
- 1990年 早稲田大学大学院政治学研究科修士課程修了（行政法専攻）
- 2000年 弁護士登録（第二東京弁護士会、修習53期）
- 2004年 埼玉弁護士会に登録換え

## 人物
- 弁護士として、一般民事、債務整理、消費者問題、労働問題、学校問題、刑事弁護に携わる一方で、資格試験予備校早稲田セミナーでは専任講師として基礎講座や合格答案の公式講座を担当している。

## 委員会活動
- 子どもの権利委員会
- 消費者問題委員会
- 民暴委員会
- 法科大学院支援委員会

## 研究会
- 全国先物取引被害研究会
- 全国証券問題研究会
- 東京先物証券被害研究会

## 所属弁護団
- 埼玉弁護士会闇金弁護団
- 埼玉弁護士会医療問題弁護団
- 大和都市管財被害者弁護団

## 著書
- 『株主総会の運営と決議Q&A』（共著、第一法規）
- 『学校問題ケースブック』（共著、第二東京弁護士会）